# ACH (wrestler)
Albert Christian Hardie Jr., meglio noto come ACH (Austin, 7 dicembre 1987), è un wrestler statunitense, noto per i suoi trascorsi nella WWE nel 2019 con il ringname Jordan Myles.
È noto per aver militato nelle più importanti federazioni di wrestling nel panorama indipendente americano, come la Ring of Honor, la Chikara, la Dragon Gate USA, la Pro Wrestling Guerrilla e altre.

## Carriera
Allenato da Jerry Reyes e Scot Summers, fa il suo debutto nel mondo del pro wrestling nel febbraio 2007 e dopo due anni di lavoro nelle promotions dei circuiti indipendenti, Hardie aveva già pensato di mollare l'attività, quando poco prima di decidere, ricevette un'offerta di lavoro dalla Anarchy Championship Wrestling, con sede nella sua città natale, Austin appunto.

### Anarchy Championship Wrestling (2009–2012)
ACH fece il suo debutto nella ACW il 23 agosto 2009, iniziando una storyline che lo vedeva contrapposto a Robert Evans. Vinse il suo primo titolo esattamente un anno dopo il suo debutto per la federazione, sconfiggendo proprio Evans per l'ACW U-30 Young Gun Championship. Lo perse dopo un regno piuttosto lungo contro Akira Tozawa il 15 maggio 2011. Come partecipante del Lone Star Classic, ACH sconfisse Bolt Brady e Colt Cabana nel primo round, Gary Jay nella semifinale e JT LaMotta nella finale vincendo l'edizione 2011 del torneo e conquistando l'ACH Heavyweight Championship. Mantenne il massimo alloro della federazione fino al 22 luglio 2012, quando venne sconfitto da Jaykus Plisken.

### Chikara (2012)
La settimana dopo aver perso il titolo ACW, fece il suo debutto per la Chikara iscrivendosi alla Young Lions Cup X, sconfiggendo Aaron Epic, J.T. Dunn e Vinny Marseglia in un Fatal 4-Way per passare le eliminatorie. A sorpresa, accedette alla finale sconfiggendo Jakob Hammermeier, ma nell'incontro decisivo venne schienato da Mike Angelosetti. Ritornò nella Chikara il 2 dicembre al PPV Under the Rood, perdendo sempre contro Angelosetti un incontro in cui era in palio la Young Lions Cup.

### Ring of Honor (2012–2016)
Il 15 settembre 2012, in seguito all'ingaggio ricevuto dalla Ring of Honor, sfidò Kyle O'Reilly a Death Before Dishonor X, perdendo. Il 5 gennaio 2013, perse contro Matt Taven il primo round del Top Prospect Tournament. Il 21 febbraio, arrivò il prolungamento del contratto per ACH, che vinse contestualmente il suo primo incontro in una sfida a 6 contro Adam Page, Evan Bourne, Q.T. Marshall, Silas Young e TaDarius Thomas. Con quest'ultimo, ACH iniziò poi a fare squadra nei match di coppia, formando gli "Adrenaline Rush". Sconfiggendo i reDRagon, campioni di coppia ottennero la possibilità di sfidarli con le cinture in palio ma il 21 febbraio, allo show per il dodicesimo anniversario di nascita della ROH, persero l'incontro. Due mesi dopo, gli Adrenaline Rush cessarono di esistere quando TaDarius Thomas entrò nella stable "The Decade". Vincendo un incontro a sei per lo status di primo sfidante, il 6 giugno ACH sfidò Adam Cole per il ROH World Championship, ma non riuscì a strappare la cintura al campione. A Best in the World 2014, vinse un altro match a 6 per guadagnarsi di nuovo la status di primo sfidante, ma stavolta per il ROH World Television Championship detenuto da Jay Lethal. Il loro incontro finì oltre il tempo limite di trenta minuti senza nessuno schienamento e alcuna sottomissione. A Glory By Honor XIII, affrontò Jay Briscoe con il titolo ROH in palio, ma perse. Il 12 marzo 2016, in seguito all'accordo di collaborazione tra Ring of Honor e New Japan Pro-Wrestling, sfidò Kushida con in palio l'IWGP Junior Heavyweight Championship, ma venne ancora sconfitto.

### Circuito indipendente (2015–2019)

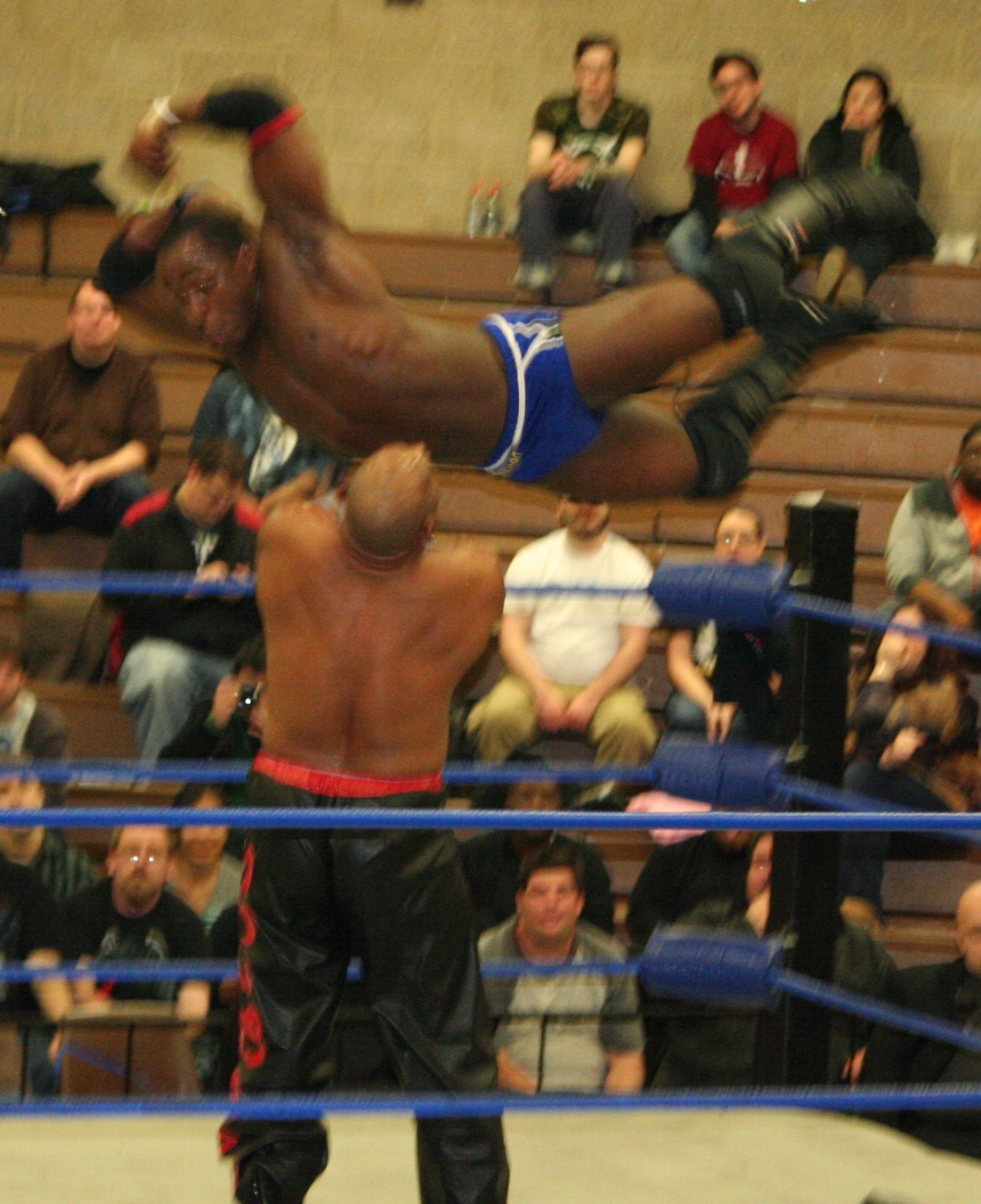
ACH esegue un diving crossbody su 2 Cold Scorpio.

Il 10 giugno 2011, conquistò l'NWA Lone Star Junior Heavyweight Championship da Bolt Brady, salvo perderlo il mese successivo, venendo privato dalla federazione della cintura. Il 14 aprile 2012, debuttò per la Combat Zone Wrestling, iscrivendosi al Best of the Best di quell'anno, venendo subito eliminato da AR Fox. Conquistò poi l'NWA Central States Heavyweight Championship sconfiggendo Dan Walsh e Neil Diamond Cutter nella finale di un torneo ad otto indetto dalla federazione Metro Pro Wrestling. Con l'uscita della promotion dal consorzio NWA, ACH dovette essere privato anche di questo titolo, tuttavia, venne riconosciuto d'ufficio come primo MPW Central States Champion. Il 2 novembre dello stesso anno, debuttò anche per la Dragon Gate USA facendo squadra con Cima e Rich Swann battendo il trio di Chuck Taylor, Drew Gulak e Orange Cassidy, membri della stable "Gentleman's Club".
Ad inizio 2013, partecipò al Berwyn torneo indetto dalla All American Wrestling per incoronare l'Heritage Champion. Qui sconfisse Prince Mustafa nel primo round, poi Mat Fitchett nei quarti di finale, Juntai Miller in semifinale e Samuray del Sol in finale, vincendo il titolo. Galvanizzato da questa vittoria, si iscrisse anche al Rey de Voladores. Batté Bolt Brady, Lukas Sharp e Mitch Thompson nel primo round, salvo perdere contro 2 Cold Scorpio la sera stessa. Il 30 agosto, lottò il suo primo match anche nella Pro Wrestling Guerrilla, partecipando alla Battle of Los Angeles 2013. Una volta sconfitto Tony Nese, non riuscì ad avanzare alle fasi finali poiché perse contro Kyle O'Reilly. Nel marzo 2014, partecipò ad un camp di reclutamento della WWE, ma alla fine di quest'ultimo non ricevette alcuna offerta di contratto.
Nel 2015, migrò per un periodo in Messico, lottando nella Asistencia Asesoría y Administración (AAA), dove formò un trio con Brian Cage e Moose in occasione della Lucha Libre World Cup. Nel primo round, batterono il team locale della AAA, composto da El Hijo del Fantasma, Psycho Clown e El Texano Jr., ma vennero eliminati dal Dream Team (Myzteziz, Alberto Del Rio e Rey Mysterio). Nella finale terzo e quarto posto, sopraffarono il Team MexLeyendas Blue Demon Jr., Dr. Wagner Jr. e El Solar, conquistando virtualmente la medaglia di bronzo. Viaggiò ancora in Giappone, dove insieme a Taiji Ishimori, si iscrisse alla NTV G+ Cup Junior Heavyweight Tag League. Nelle eliminatorie ottennero quattro vittorie e una sconfitta, passando i gironi e accedendo alla finale. Il 30 luglio, sconfissero Atsushi Kotoge e Daisuke Harada vincendo la prestigiosa Tag League. Provarono a conquistare i GHC Junior Heavyweight Tag Team Championships da Kotoge e Harada, ma persero questo match il 21 agosto.

### WWE (2019)

#### NXT(2019)
Hardie rivelò l'11 febbraio 2019 di aver firmato un contratto con la WWE, venendo mandato al WWE Performance Center per allenarsi. Poco dopo aver iniziato ad apparire agli eventi dal vivo di NXT il 7 marzo perdendo contro Raul Mendoza alla sua prima apparizione, venne successivamente sconfitto da altri talenti come Dan Matha, Kassius Ohno, Marcel Barthel e Shane Thorne. Durante i WrestleMania Axxess, nell'aprile del 2019, affrontò Gran Metalik e Ligero durante l'evento Worlds Collide. Il 12 aprile, durante un live event, ottenne la sua prima vittoria contro Kona Reeves. A giugno, Hardie assunse il ring name Jordan Myles. Lo stesso mese, venne annunciato che Myles avrebbe partecipato all'NXT Breakout Tournament sconfiggendo Boa nel primo round del torneo nella puntata di NXT del 17 luglio, stabilendosi come un face. Nella puntata di NXT del 24 luglio Myles sconfisse Angel Garza nel secondo turno. Nella puntata di NXT del 14 agosto, durante la finale dell'NXT Breakout Tournament, Myles sconfisse Cameron Grimes vincendo il torneo. Nella puntata di NXT del 4 settembre Myles affrontò Adam Cole per l'NXT Championship (l'opportunità conquistata con la vittoria dell'NXT Breakout Tournament) ma venne sconfitto.
Nell'ottobre del 2019, accusò la WWE di razzismo a causa di una maglietta venduta sul WWE Shop (ma approvata dallo stesso Hardie) e il 21 novembre lasciò la federazione di comune accordo.

### Ritorno al circuito indipendente (2019–presente)
Hardie è recentemente tornato nel Circuito indipendente con il nome di ACH in uno show della AAW:Professional Wrestling Redefined, AAW Unstoppable, che si è tenuto il 30 novembre 2019 a Chicago, Illinois.

### Ritorno in New Japan Pro-Wrestling (2020–presente)
Il 10 agosto 2020 è stato annunciato che ACH sarebbe tornato nella New Japan Pro-Wrestling. Il 14 agosto ha fatto coppia con Alex Zayne e TJP sconfiggendo Blake Christian, Misterioso e PJ Black.

## Personaggio

### Mosse finali
- ACH's Big Bang Attack (Cradle DDT)
- The Best 450 Ever (450º splash dalla seconda corda)
- Dragon-Fly (Frog splash)
- Hero's Grip (Bridging German suplex)

### Soprannomi
- "Any Cool Name I Can Think Of"
- "Chicken-Hawk"
- "The Glow of Texas"
- "Human Video Game Highlight"
- "The Last Dragon"
- "The Last Hero"
- "The Young Simba"
- "Super ACH"

### Musiche d'ingresso
- Did It On My Own di CFO$ (WWE; 2019)

## Titoli e riconoscimenti
- AAW: Professional Wrestling Redefined
  - AAW Heavyweight Championship (1)
  - AAW Heritage Championship (2)
  - AAW Heritage Championship Tournament (2013)
- All American Wrestling
  - AAW Heritage Championship (1)
  - AAW Heritage Championship Tournament (2013)
- Anarchy Championship Wrestling
  - ACW Heavyweight Championship (1)
  - ACW Tag Team Championship (1) – con Kody Lane
  - ACW U-30 Young Gun Championship (1)
  - Lone Star Classic (2011)
- Atlanta Wrestling Entertainment
  - GCW Championship (1, attuale)
- Evolve
  - Evolve Tag Team Championship (1) – con Ethan Page
- High Risk Wrestling
  - HRW High Risk Championship (1)
- Inspire Pro Wrestling
  - Inspire Pro Pure Prestige Championship (1)
- Metro Pro Wrestling
  - NWA Central States Heavyweight Championship (1)
  - MPW Central States Championship (1)
  - NWA Central States Heavyweight Championship Tournament (2012)
- New School Federation
  - NSF Central Texas Championship (1)
  - NSF Heavyweight Championship (1)
- NWA Houston
  - NWA Lone Star Junior Heavyweight Championship (1)
- Pro Wrestling Epic
  - Epic 8 Tournament (2013)
- Pro Wrestling Illustrated
  - 58º nella classifica dei 500 migliori wrestler singoli su PWI 500 (2015)
- Pro Wrestling Noah
  - NTV G+ Cup Junior Heavyweight Tag League (2016) – con Taiji Ishimori
- VIP Wrestling
  - VIP Championship (1)
- World of Wrestling
  - WoW Cruiserweight Championship (1)
- WWE
  - NXT Breakout Tournament (edizione 2019)